# Johnny Erling
Johnny Erling (* 1952) ist ein deutscher Journalist und langjähriger China-Korrespondent.

## Biografie
Erling studierte Sinologie an der Universität Frankfurt am Main und an der Peking-Universität. Er ging 1975 zum ersten Mal nach China. Von 1980 bis 1982 arbeitete Erling am Marx-Engels-Institut in Peking. Von 1985 bis 1990 war Erling China-Korrespondent für einen Zeitungspool unter Federführung der Frankfurter Rundschau. Von 1997 bis 2019 arbeitete er für die Welt und den Standard in Peking.
Er ist mit der Germanistin Zhao Yuanhong (赵远虹) verheiratet.

## Werke
- Im Geist Yanans - Dr.Robitscher-Hahn in Briefen, Gedichten und Selbstzeugnissen, bearbeitet und zusammengestellt von Johnny Erling, China Studien- und Verlagsgesellschaft, Frankfurt am Main, Berlin 1980, ISBN 3-922373-02-X [Portrait der in Karlsbad geborenen deutschstämmigen Zahnärztin Dr. Magdalena Robitscher-Hahn (1899–1977), die 1946/47 als einzige UNRRA-Mitarbeiterin ein Jahr in Yanan, dem damaligen Zentrum des nach dem Langen Marsch 1935 entstandenen kommunistisch verwalteten Territoriums in Nordchina, als Zahnärztin arbeitete und dort die erste Zahnklinik aufbaute.]
- Mit Detlev von Graeve: Tigermaske und Knochengespenst. Prometh, Köln 1978.
- Mit Franz-Josef Krücker, Karl Grobe-Hagel (Hrsg.): Der kurze Frühling von Peking. Fischer Taschenbuch, Frankfurt am Main 1990, ISBN 978-3-596-10301-0.
- China - Der grosse Sprung ins Ungewisse. Verlag Herder, Freiburg 2002, ISBN 978-3-451-27995-9.
- Schauplatz China. Aufbruch zur Supermacht. Herder, Freiburg 2007, ISBN 978-3-451-05651-2.
- Lesereise Peking. Vorfahrt für die Rote Fahne. Picus Verlag, Wien 2017, ISBN 978-3-7117-1078-9.